# Ernst Troeltsch
Ernst Troeltsch (Augusta, 17 febbraio 1865 – Berlino, 1º febbraio 1923) è stato un filosofo, storico e teologo tedesco.

## Pensiero
Fu una influente figura di studioso, particolarmente noto nei primi decenni del Novecento in Germania. Il suo lavoro fu una sintesi di varie tendenze, dalla scuola neokantiana di Baden, alla concezione sociologica di Max Weber, infine al pensiero del teologo berlinese Albrecht Ritschl.
Si occupò soprattutto di studiare il rapporto fra storicismo e religione.
Affermò il carattere storico della religione, dissentendo dalla teoria hegeliana in materia.

Nell'opera Psicologia e teoria della conoscenza nella scienza della religione analizzò l'autonomia dei processi religiosi assegnandogli una causalità loro, pur tuttavia non escludendo i rapporti intrecciati, e la consequenziale influenza, dell'economia, della scienza, della politica e dell'arte sullo sviluppo religioso.
Questa autonomia è spiegata dalla presenza di un'entità soprannaturale, di un Dio cristiano.

Enunciò la storicità della religione e contemporaneamente le sue basi trascendentali.
Nell'opera Gesammelte Schriften discusse sulla relatività dei valori, affermando:
(Gesammelte Schriften,III,pag.212)
L'opera umana, però, scrisse l'autore, resta fondamentale per creare un modello di civiltà comprendente un sistema di valori atti a valutare la storia ed anche a guidarla.

## Opere principali
- L'assolutezza del cristianesimo e la storia della religione, 1902, ed. it. Queriniana, Brescia 2006 (ed. it., traduzione dal tedesco e postfazione a cura di Stefano Miniati).
- Psicologia e teoria della conoscenza nella scienza della religione, 1905.
- Il significato del protestantesimo per l'origine del mondo moderno, 1906.
- Il significato della storicità di Gesù per la fede, 1911.
- Le dottrine sociali delle Chiese e dei gruppi cristiani, 1912.
- Gesammelte Schriften, Tubingen, 1922-1925.

1: Die Soziallehren der Christlichen Kirchen und Gruppen
2: Zur Religiösen Lage, Religionsphilosophie und Ethik
3: Der Historismus und seine Probleme
4: Aufsätze zur Geistesgeschichte und Religionssoziologie